# Azaria (nome)
Azaria  è un nome proprio di persona italiano maschile.

## Varianti
- Maschili: Azzaria[2]

### Varianti in altre lingue
- Catalano: Azarià, Azaries[3]
- Ebraico: עֲזַרְיָה ('Azaryah)[4]
- Greco biblico: Ἀζαρίας (Azarias)[4]
- Inglese: Azariah[4], Azaria[4]
- Latino: Azarias[1][4]
- Polacco: Azariasz
- Portoghese: Azarias
- Rumeno: Azaria
- Russo: Азария (Azarija)
- Spagnolo: Azarías[3]
- Tedesco: Asarja
- Ucraino: Азарія (Azarija)
- Ungherese: Azariás, Ázáriás

## Origine e diffusione

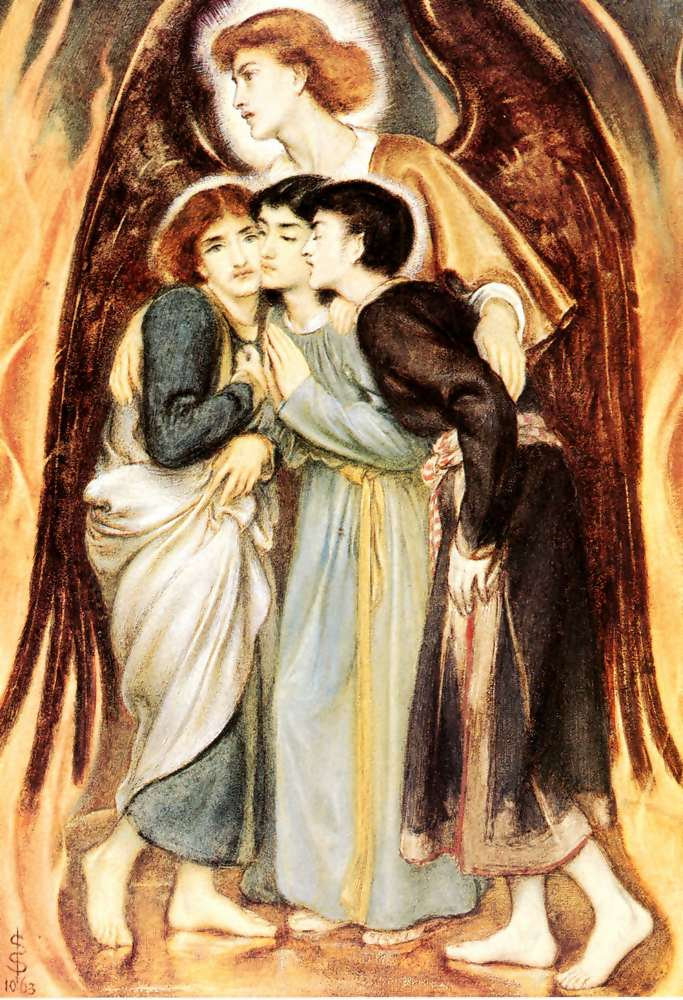
Azaria, Anania e Misaele nella fornace ardente, dipinti da Simeon Solomon

Deriva dal nome ebraico עֲזַרְיָה ('Azaryah), forma abbreviata di Azaryahu; è composto da עָזַר ('azar, "aiuto", "aiutare") e da Yah, abbreviazione di Yahweh, e può quindi essere interpretato come "YHWH ha aiutato", "colui che YHWH aiuta" o anche "soccorso del Signore". È quindi analogo, dal punti di vista semantico, ai nomi Esdra e Adriele.
Nome di tradizione biblica, è portato da ben 32 diversi personaggi, fra cui uno dei giovani che il re di Babilonia Nabucodonosor fece gettare in una fornace ardente e un re di Giuda, detto anche Ozia. In Italia gode di scarsa diffusione. In inglese si attesta invece suo uso anche al femminile, piuttosto recente.

## Onomastico
L'onomastico viene festeggiato il 16 o il 17 dicembre in ricordo di sant'Azaria (chiamato anche Abdenago), deportato con Daniele, Anania e Misaele.

## Persone
- Azaria, re di Giuda
- Azaria de' Rossi, storico e medico italiano

### Variante femminile Azaria
- Azaria Chamberlain, vittima di un caso di cronaca nera in Australia